# José Francisco Arroyo
José Francisco Arroyo (Oiartzun, 14 de enero de 1818 - Oporto, 20 de septiembre de 1886), también conocido por José Francisco Arroio, fue un clarinetista, compositor, director de orquesta y empresario de éxito. Primer director del Teatro Nacional São João de la ciudad de Oporto, compuso las óperas Bianca de Mauleon (1846) y Francesca Ventivoglio (1849).

## Biografía
Nacido en la localidad vasca de Oiartzun, en las cercanías de Irún, fue hijo del músico João Marcelo Arroyo, natural de Córdoba, que vino a morir en la ciudad de Oporto, el 23 de julio de 1844, con 52 años de edad. Cuando nació, la familia estaba integrada en el medio aristocrático e intelectual de Irún, trasladándose a Portugal cuando José Francisco era aún niño.
En Oporto inició su carrera como músico en la banda de un regimiento militar. Clarinetista de mérito, fue después clarinetista en la orquesta del Teatro Nacional São João, en la ciudad del Oporto. Más allá del clarinete, también tocaba flauta. A pesar de las orientaciones paternas, sus cinco hijos estuvieron excepcionalmente dotados para la música, actividad en la cual todos destacaron: José Diogo Arroyo, doctorado en Química, fue profesor universitario y excepcional pianista; António José Arroyo, ingeniero de profesión, diputado e inspector de enseñanza técnica, fue crítico de arte, cantante lírico y pianista de mérito; Rita Hilária fue una esmerada intérprete musical; João Marcelino Arroyo, jurista, político y músico; y Josefa Beatriz, cantante lírica de relieve.

## Trayectoria
A partir de 1849 dirigió la Banda de Música de la Guardia Municipal del Oporto. Entre 1858 y 1859 fue director artístico del Teatro de Variedades, con José Maria Braz Martins. Su éxito profesional en el teatro lírico fue notable. Cuando falleció João António Ribas, fue invitado por algunos de los más influyentes músicos portuenses, incluyendo su cuñado, el flautista Hipólito Medina Ribas, para sucederle en la dirección de la Unión Musical, al tiempo, la más importante asociación profesional portuguesa. En 1846, con Francisco Eduardo da Costa, fue uno de los socios fundadores del Montepío Filarmónico Portuense, una asociación mutualista de protección a los músicos y otros artistas.
A partir de 1862, desencantado con la actividad de músico profesional, se dedicó a la actividad comercial y empresarial, alcanzando lugar de relieve en la sociedad portuense. Abandonó la música y se estableció con una importante casa comercial en la calle de Santo António, en Oporto, afirmándose entre la burguesía portuense como uno de los más influyentes intelectuales y comerciantes de la época. Su desencanto por la profesión de músico lo llevó a prohibir a sus hijos seguir su camino. Bernardo Valentim Moreira de Sá, amigo próximo y considerado su sucesor, dijo de él: 

"era un músico que detestaba su profesión, pero una persona inteligente y sensible".

 Compuso obras de diversos géneros, destacándose las óperas Bianca de Mauleon (1846) y Francesca Ventivoglio (1849) y una Cantata dedicada a la reina D. María II de Portugal (1852). También produjo música para banda, destacándose la composición Marcha fúnebre dedicada al rey Carlos Alberto de la Sardenha (1849).

## Obras musicales

### Óperas
- Bianca di Mauleon, Teatro São João, Porto (1846)
- Francesca Ventivoglio (inédita, 1848)
- O segredo do tio Vicente, opereta en 1 acto, libreto de A. C. Msada, Teatro das Variedades, Oporto (1858)
- Recordações da Guerra Peninsular, drama en 5 actos, libreto de Braz Martins, Teatro das Variedades, Oporto (1858)
- São Gonçalo de Amarante, drama sacro histórico en 1 prólogo y 3 actos, Teatro das Variedades, Oporto (1859)
- Os Monges de Toledo, drama en 1 acto, libreto Braz Martins, Teatro São João, Oporto (1862)

### Música sacra
- Misas (varias)
- Música de iglesia

### Música de circunstancia
- Marcha fúnebre, para banda (1849)
- Himno Triunfal, para banda militar, Teatro São João, Oporto (1851)
- Himno Triunfal (el mismo), publicado por Litographia lisbonense de Canongia & C, en una versión para canto y piano no autorizada por el autor (1851)
- Cantata [dedicada a D. Maria II], Teatro São João, Oporto (1852)
- Himno para la aclamación del rey D. Luiz, para banda militar (1861)
- Himno a los Artistas Portuenses, para soprano, coro y piano (sin fecha especificada)

### Música vocal
- La Prima Lettera, op. 17, para soprano y piano

### Música instrumental
- «Doce Estudios para flauta, Compuestos y dedicados, como pequeño testimonio (voto de amistad, consideración y respeto, al Exc. Señor ... Parado, Insigne Profesor, y Tocador de este instrumento; por J. L. Arroyo», publicado por A. S. de Castro
- Rapsódia Sinfónica, para orquesta
- Piezas para banda

### Música para piano
- Esquisses, op. 1